# 1734

## Родени
- Едуард Уоринг, британски математик
- 13 февруари – Ив Жозеф дьо Кергелен дьо Тремарек, френски мореплавател
- 23 май – Франц Месмер, немски лекар и меценат
- 27 юли – Софи Френска, френска благородничка

## Починали
- 17 юни – Клод Луи Ектор дьо Вилар, френски офицер